# Фукурокудзю

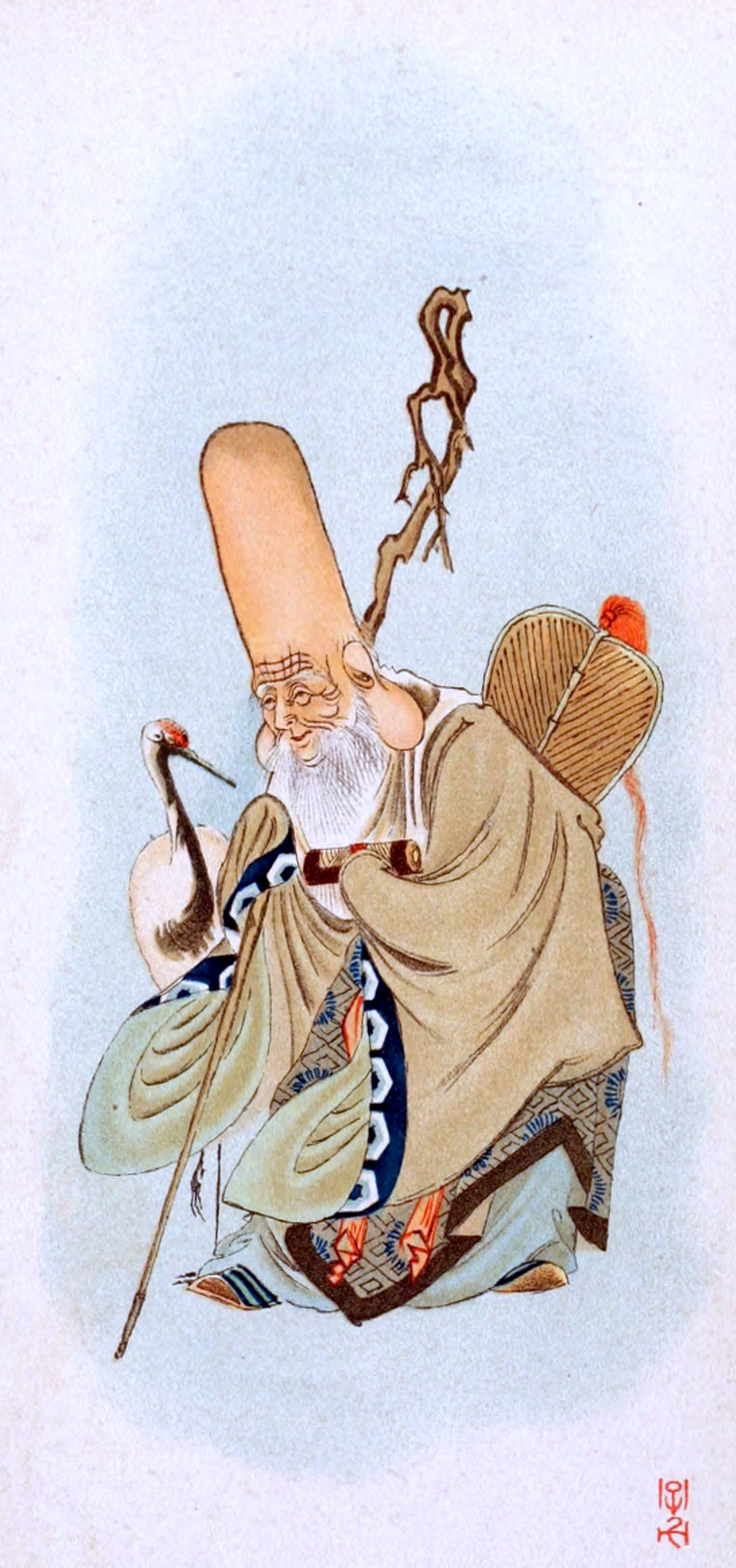
Фукурокудзю

Фукурокудзю (яп. 福禄寿, ふくろくじゅ) — камі, один з сімох японських богів щастя. Перейнятий синтоїзмом з китайських вірувань. Його ім'я позначає три мети:
- «Фуку» (яп. 福, латиніз. fú) — щастя;
- «року» (яп. 禄, латиніз. lù) — службовий добробут;
- «дзю» (яп. 壽, трансліт. 寿, латиніз. shòu) — довголіття.

Зображається маленьким голомозим старим із величезним лобом. Саме він наділяє людей довголіттям.